# Si je te rencontre, je te tue
Pour plus de détails, voir Fiche technique et Distribution.
Si je te rencontre, je te tue (Se t'incontro t'ammazzo) est un western spaghetti italien sorti en 1971, réalisé par Gianni Crea.

## Synopsis
Le ranch de Jack Forrest est attaqué par des bandits. De retour de son travail, Jack trouve sa famille exterminée, mais son père mourant parvient à lui faire comprendre que le responsable était Grandel, un personnage mystérieux dont on ne sait rien. Jack part à la recherche des agresseurs. L'un des tueurs de Grandel est Dexter, un pistolero sanguinaire qui tente d'éliminer ses complices pour se garder tout le butin après un hold-up. Jack le trouve mourant, alors qu'il a été rattrapé par certains complices, et le fait parler : il comprend que l'or volé est dans le cimetière de Whintroph et que Grandel est le faux-nom d'un des personnages importants du pas. Poursuivant ses recherches, avec l'aide d'un mystérieux pistolero, il découvre la véritable identité de Grandel : le propriétaire de Black Edward, Mr. Parker.

## Fiche technique
- Titre français : Si je te rencontre, je te tue[1]
- Titre original italien : Se t'incontro t'ammazzo
- Réalisation : Gianni Crea
- Scénario : Fabio Piccioni
- Genre : Western spaghetti
- Musique : Stelvio Cipriani
- Production : Fernando Morbis pour Minerva Film
- Photographie : Vitaliano Natalucci, Giovanni Varriano
- Format d'image : 2.35:1
- Montage : Sergio Buzi
- Durée : 93 minutes
- Décors : Giovanni Fratalocchi
- Costumes : Alberta Santilli
- Maquillage : Marcello Di Paolo, Maria Mastrocinque
- Pays de production :  Italie
- Langue originale : italien
- Année de sortie : 1971
  - France : 26 avril 1972[1]

## Distribution
- Donald O'Brien : Jack Forest
- Gordon Mitchell : Chris Forest
- Femi Benussi : fille au saloon
- Mario Brega : Grendel
- Dino Strano (sous le pseudo de Dean Strafford) : Dexter
- Pia Giancaro : Lisa
- Gennarino Pappagalli : Olsen
- Emilio Messina : bandit